# Masahito Ono
Masahito Ono (小野 雅史 Ono Masahito?, Niigata, 9 de agosto de 1996) es un futbolista japonés que juega como centrocampista en el Nagoya Grampus.

## Trayectoria
En 2019 se unió al Omiya Ardija de la J2 League.

## Clubes
| Club              | País  | Año       |
| ----------------- | ----- | --------- |
| Omiya Ardija      | Japón | 2019-2022 |
| Montedio Yamagata | Japón | 2023      |
| Nagoya Grampus    | Japón | 2024-     |

## Palmarés

### Títulos nacionales
| Título         | Club           | País  | Año  |
| -------------- | -------------- | ----- | ---- |
| Copa J. League | Nagoya Grampus | Japón | 2024 |